# 本郷 (文京区)
本郷（ほんごう）は、東京都文京区の町名。または旧東京市本郷区の範囲を指す地域名である。

## 本郷（地域）
東京都文京区のおよそ東半分を範囲とし、江戸・東京の山手を構成している地域の一つである。本郷は芝・麻布・赤坂・四谷・牛込・小石川と並ぶ、東京山手の外郭をなすエリアである。概ね東京旧市内で低地に比べ高台を多く占める旧区分を山手としている。そのため旧本郷区に属する本郷地域は山手にあたる。
小石川区との合併後も住居表示実施以前は「本郷○○町」と旧本郷区内大半の町が本郷を冠称していた。現在は町会、警察署や消防署、税務署の管轄などで当時の区境や町境を継承している。

### 歴史
豊島郡湯島郷の中に集落が出来たことに由来し湯島の中心地であったために湯島本郷とよばれていたのが、室町時代から戦国時代に本郷と呼ばれるようになったとされる。町屋として早い時期から開け区域内には本郷地域内に弓町、元町、真砂町、金助町、菊坂町、本富士町などがあった。明治から昭和にかけて夏目漱石、坪内逍遥、樋口一葉、徳田秋声、二葉亭四迷、正岡子規、宮沢賢治、川端康成、石川啄木など多くの文人が居を構えた。

### 地域
- 千駄木一丁目 - 五丁目
- 西片一丁目・二丁目
- 根津一丁目・二丁目
- 本駒込一丁目 - 六丁目
- 本郷一丁目 - 七丁目
- 向丘一丁目・二丁目
- 弥生一丁目・二丁目
- 湯島一丁目 - 四丁目
- 白山一丁目（二～五丁目は小石川地域）

## 本郷（町名）
東京屈指の文教地区であり、南部は病院など医療施設が点在、北西部は出版関連企業および住宅が建ち並ぶ地区であり、北東部には東京大学本郷地区キャンパスがある。一帯に出版社および研究所その他関連施設が多く存在する。

### 地理
本郷通りが尾根となり緩やかな台地（本郷台）になっている。

#### 地価
住宅地の地価は、2025年（令和7年）1月1日の公示地価によれば、本郷1-28-3の地点で240万円/m2となっている。

### 歴史
明暦の大火の火元の一つ。
1866年12月29日、本郷春木町二丁目から出火。本郷三丁目から一丁目、湯島四丁目などが焼失。さらに1868年4月18日、本郷春木町三丁目から出火して延焼。前田邸などが焼亡。
1878年、東京15区の一つとして本郷区が成立。
1965年4月1日、住居表示実施。本郷一-六丁目・元町一-二丁目・弓町一-二丁目・真砂町・本富士町・菊坂町・春木町一-三丁目・金助町・台町・湯島六丁目の全部に、湯島五丁目と森川町のほぼ全部・春日町二丁目・田町・龍岡町・湯島両門町の各一部を合わせた町域を一-七丁目に分けて現行の「本郷」となった。

本郷三丁目交差点角の「かねやすビル」は、1735年に歯科医の兼康祐悦が乳香散という歯磨き粉を売る店として開店した小間物屋に由来する。「本郷も かねやすまでは 江戸のうち」という川柳が残されている。
1970年11月22日、本郷二丁目の東京都水道局本郷給水所で水道管が破裂。300トンの水が噴き出し。敷地内にあった水道局宿舎17戸が浸水。原因は1899年（明治32年）に埋設された水道管の老朽化によるもの。

### 世帯数と人口
2025年（令和7年）3月1日現在（文京区発表）の世帯数と人口は以下の通りである。
| 丁目       | 世帯数     | 人口     |
| ---------- | ---------- | -------- |
| 本郷一丁目 | 2,393世帯  | 4,704人  |
| 本郷二丁目 | 2,219世帯  | 3,601人  |
| 本郷三丁目 | 2,299世帯  | 3,478人  |
| 本郷四丁目 | 2,518世帯  | 4,486人  |
| 本郷五丁目 | 2,074世帯  | 3,639人  |
| 本郷六丁目 | 1,212世帯  | 2,163人  |
| 本郷七丁目 | 361世帯    | 472人    |
| 計         | 13,076世帯 | 22,543人 |

#### 人口の変遷
国勢調査による人口の推移。
| 年                 | 人口   |
| ------------------ | ------ |
| 1995年（平成7年）  | 14,477 |
| 2000年（平成12年） | 15,522 |
| 2005年（平成17年） | 17,050 |
| 2010年（平成22年） | 19,544 |
| 2015年（平成27年） | 21,424 |
| 2020年（令和2年）  | 24,157 |

#### 世帯数の変遷
国勢調査による世帯数の推移。
| 年                 | 世帯数 |
| ------------------ | ------ |
| 1995年（平成7年）  | 6,680  |
| 2000年（平成12年） | 7,797  |
| 2005年（平成17年） | 9,482  |
| 2010年（平成22年） | 11,535 |
| 2015年（平成27年） | 12,882 |
| 2020年（令和2年）  | 14,452 |

### 学区
区立小・中学校に通う場合、学区は以下の通りとなる（2020年9月現在）。
| 丁目       | 番地 | 小学校             | 中学校               |
| ---------- | ---- | ------------------ | -------------------- |
| 本郷一丁目 | 全域 | 文京区立本郷小学校 | 文京区立本郷台中学校 |
| 本郷二丁目 | 全域 | 文京区立本郷小学校 | 文京区立本郷台中学校 |
| 本郷三丁目 | 全域 | 文京区立湯島小学校 | 文京区立本郷台中学校 |
| 本郷四丁目 | 全域 | 文京区立本郷小学校 | 文京区立本郷台中学校 |
| 本郷五丁目 | 全域 | 文京区立本郷小学校 | 文京区立本郷台中学校 |
| 本郷六丁目 | 全域 | 文京区立誠之小学校 | 文京区立第六中学校   |
| 本郷七丁目 | 全域 | 文京区立湯島小学校 | 文京区立本郷台中学校 |

### 事業所
2021年（令和3年）現在の経済センサス調査による事業所数と従業員数は以下の通りである。
| 丁目       | 事業所数    | 従業員数 |
| ---------- | ----------- | -------- |
| 本郷一丁目 | 516事業所   | 7,986人  |
| 本郷二丁目 | 655事業所   | 8,444人  |
| 本郷三丁目 | 937事業所   | 16,790人 |
| 本郷四丁目 | 361事業所   | 3,251人  |
| 本郷五丁目 | 289事業所   | 3,955人  |
| 本郷六丁目 | 105事業所   | 1,142人  |
| 本郷七丁目 | 101事業所   | 13,182人 |
| 計         | 2,964事業所 | 54,750人 |

#### 事業者数の変遷
経済センサスによる事業所数の推移。
| 年                 | 事業者数 |
| ------------------ | -------- |
| 2016年（平成28年） | 2,802    |
| 2021年（令和3年）  | 2,964    |

#### 従業員数の変遷
経済センサスによる従業員数の推移。
| 年                 | 従業員数 |
| ------------------ | -------- |
| 2016年（平成28年） | 51,809   |
| 2021年（令和3年）  | 54,750   |

### 施設

#### 国際機関
- アジア生産性機構

#### 行政
- 本富士警察署
- 本郷消防署

#### 教育
- 東京大学本郷地区キャンパス
- 桜蔭中学校・高等学校
- 東京都立工芸高等学校

#### 公園
- 本郷給水所公苑
- 元町公園

#### 法人
- 日本サッカー協会

#### 医療
- 東京大学医学部附属病院
- 順天堂大学医学部附属順天堂医院

#### 観光
- 日本サッカーミュージアム

#### 店舗
- かねやす
- コインランドリー・ピエロ本郷
- コインランドリー・ピエロ本郷2丁目店

### 交通

#### 鉄道
- 東京地下鉄本郷三丁目駅（ 丸ノ内線）
- 都営地下鉄本郷三丁目駅（ 大江戸線）

#### 路線バス
- 都営バス

#### 道路
- 国道17号（本郷通り 中山道）
- 国道254号（春日通り）
- 東京都道301号白山祝田田町線（白山通り）
- 東京都道319号環状三号線（言問通り）
- 東京都道453号本郷亀戸線（春日通り）
- 蔵前橋通り - 特別区道愛称名
  - 高速道路・首都高速は地区内を通過していない

## ギャラリー

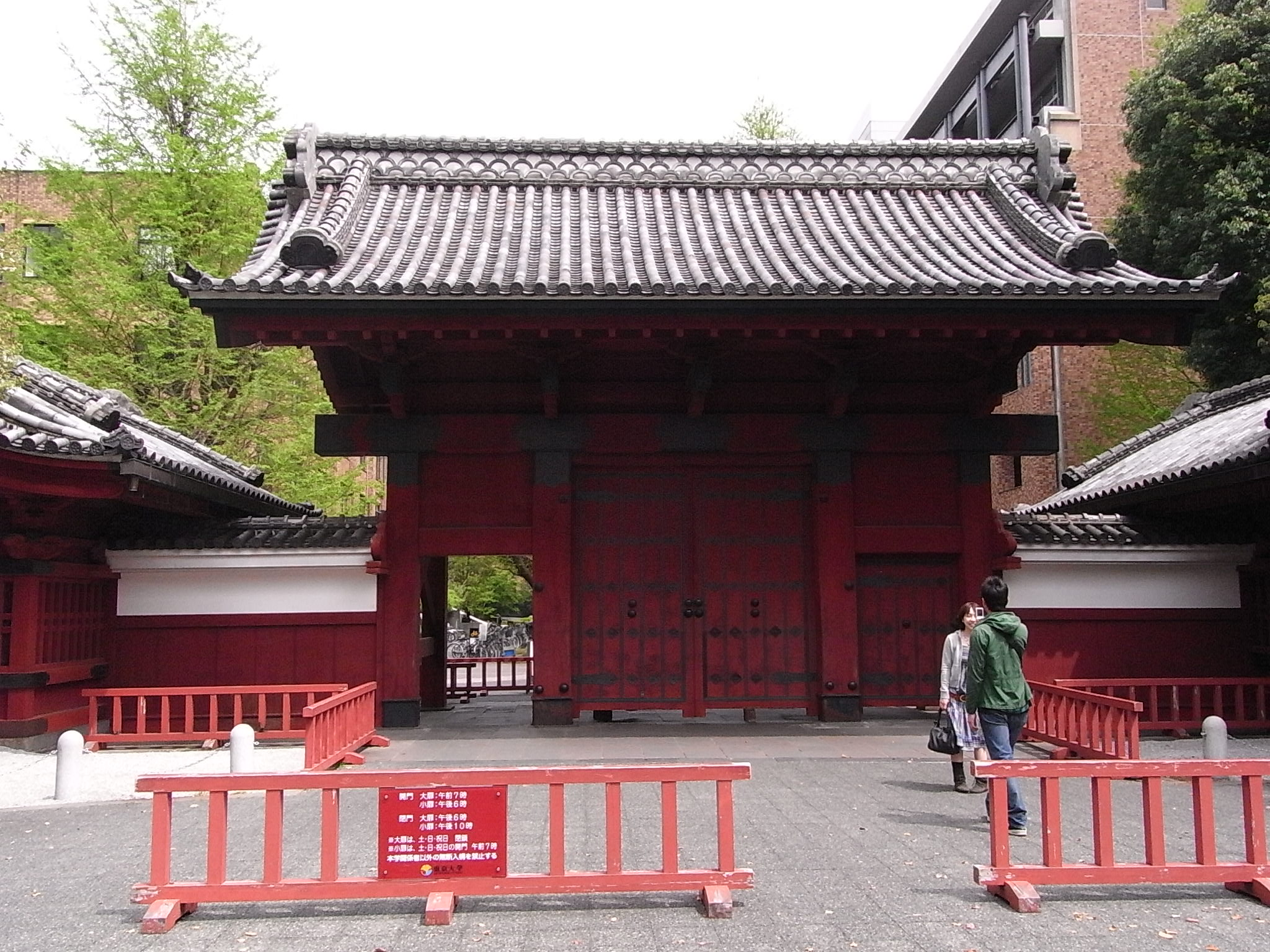
東京大学赤門（2009年4月18日撮影）
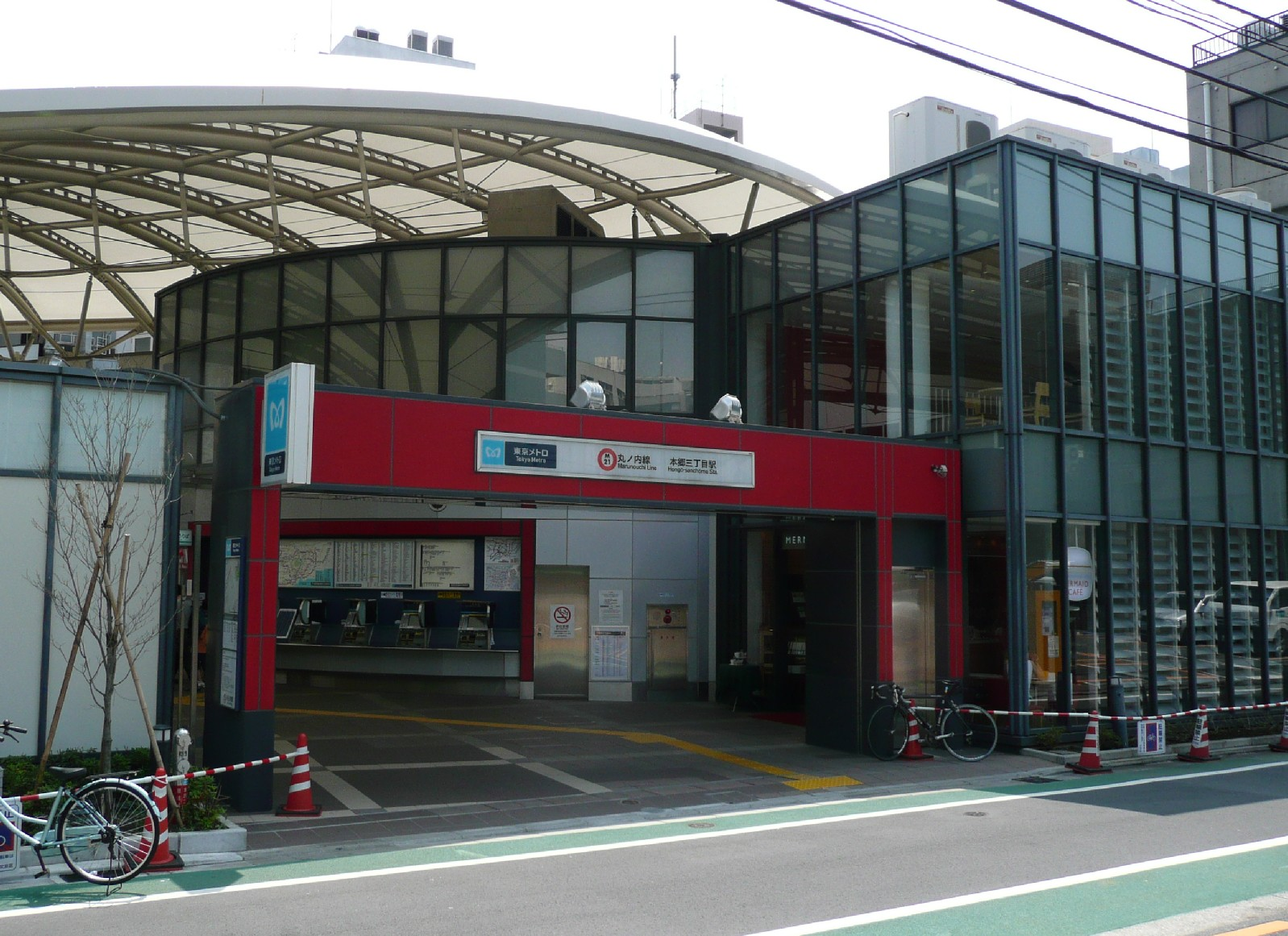
本郷三丁目駅
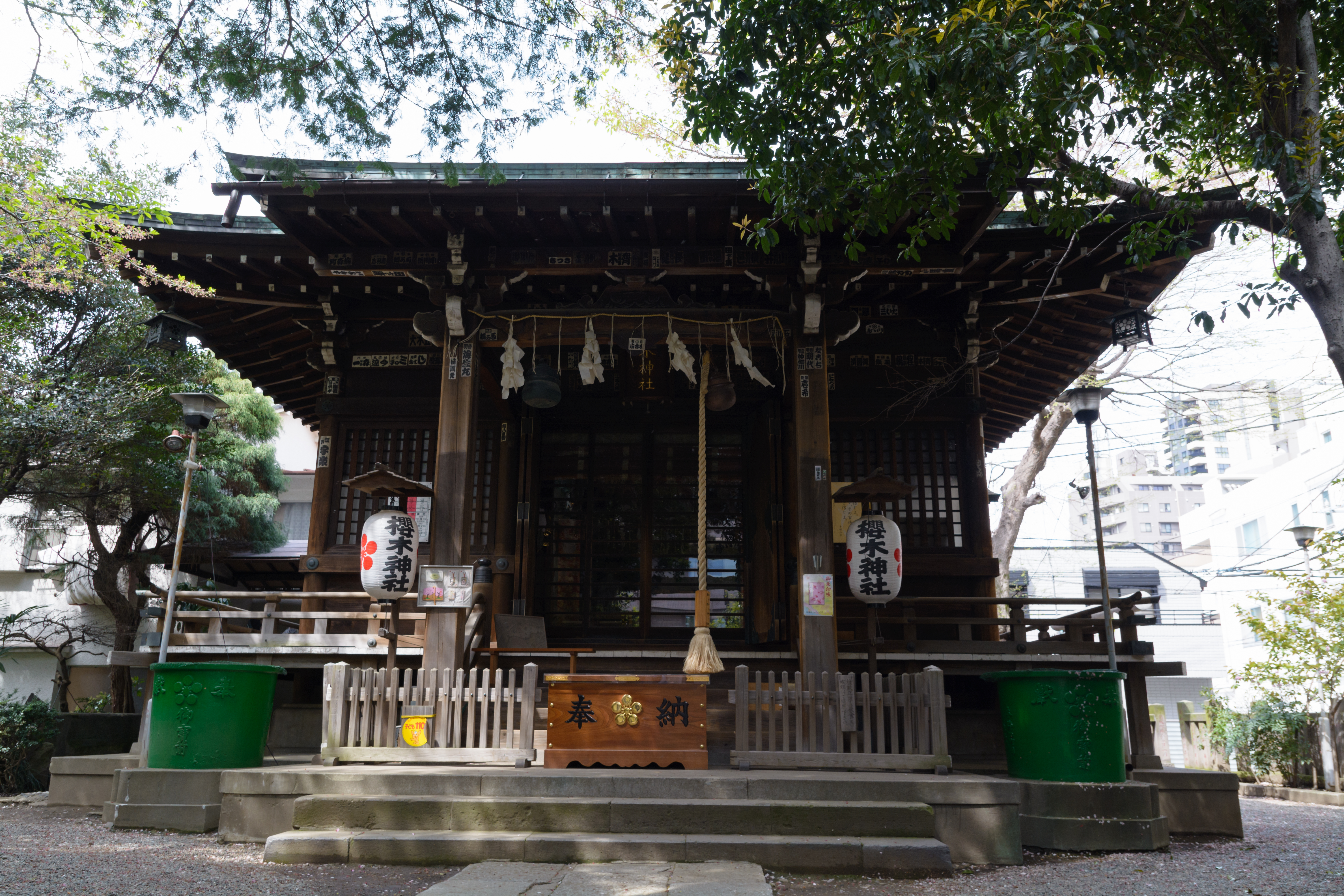
桜木神社
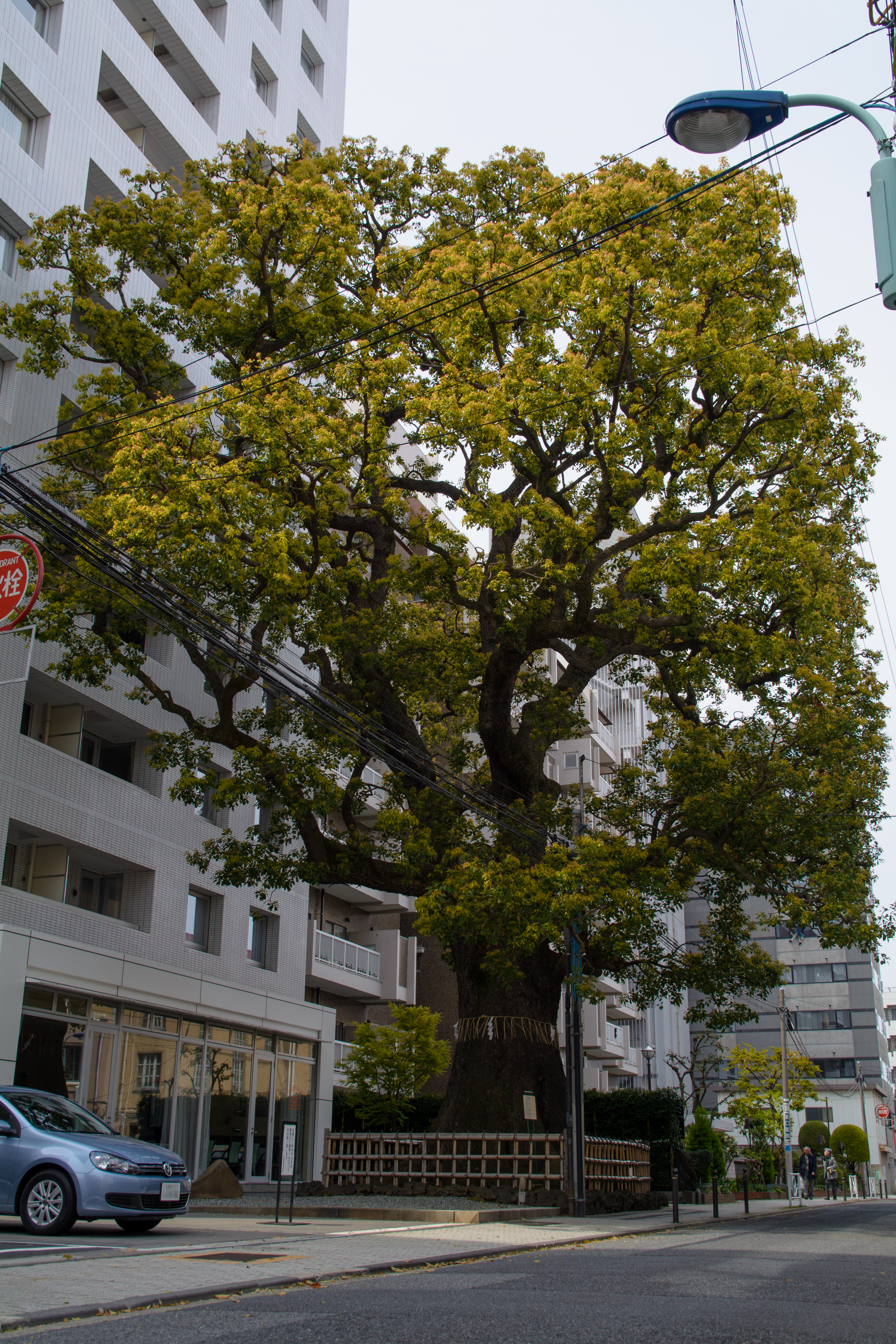
本郷弓町のクス
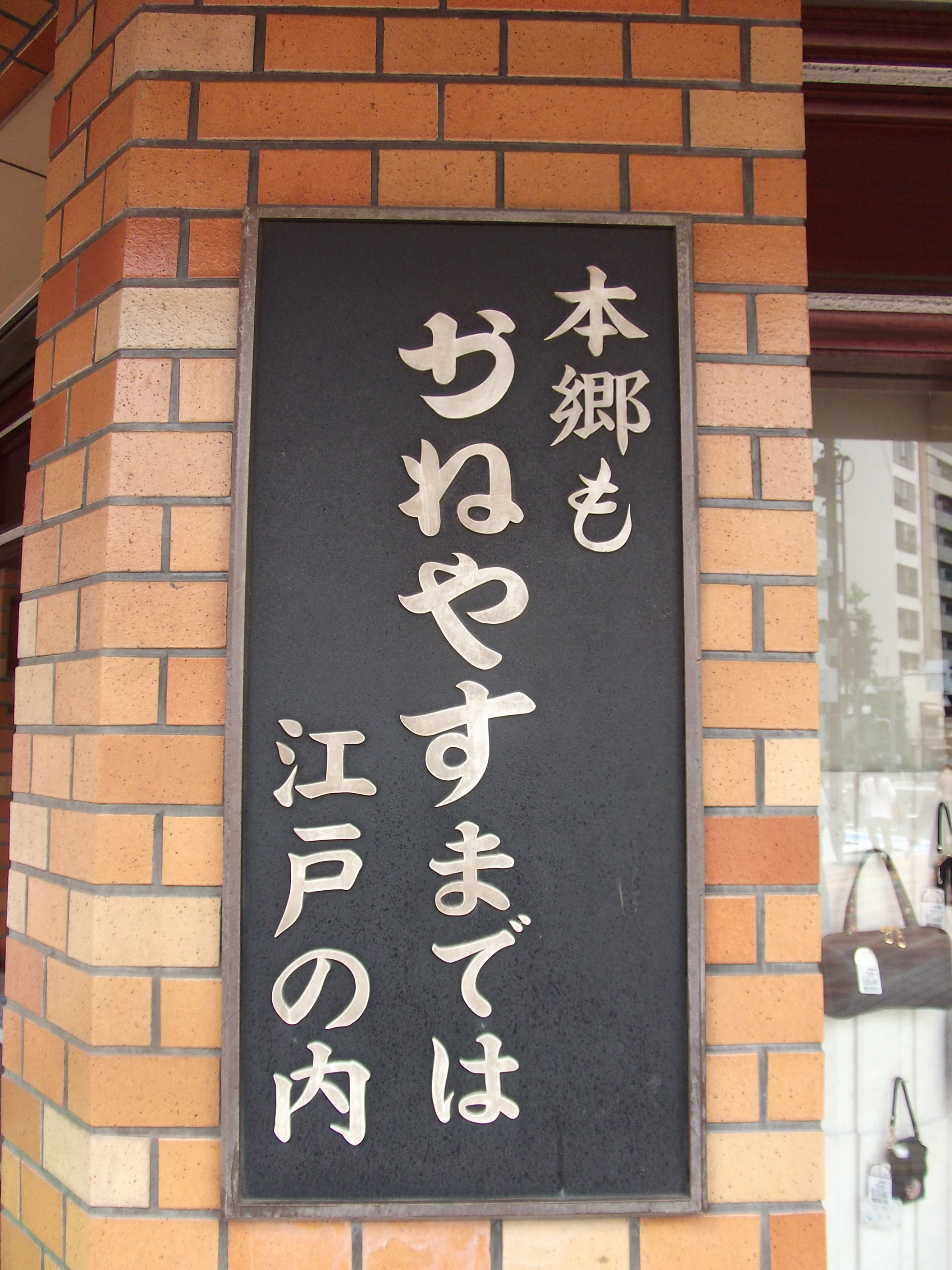
かねやす店頭

## 地域の著名人
- 永井荷風
- 森鴎外
- 夏目漱石
- 樋口一葉
- 石川啄木

## その他

### 日本郵便
- 郵便番号 : 113-0033[4]（集配局 : 本郷郵便局[19]）。